# Edward De Maesschalck
Edward De Maesschalck (Leuven, 16 november 1946) is een Belgisch historicus en programmamaker voor de VRT.

## Levensloop
De Maesschalck studeerde geschiedenis aan de Katholieke Universiteit Leuven en aan de École nationale des chartes in Parijs. In 1969 werd hij assistent nieuwe geschiedenis aan de Katholieke Universiteit Leuven en in 1977 promoveerde hij tot doctor in de wijsbegeerte en letteren aan deze universiteit. Hij bleef tot in 1979 assistent.
Hij was vervolgens gedurende meer dan dertig jaar programmamaker bij de VRT en verzorgde onder meer diverse programma's met historische onderwerpen. Vanaf 1996 was hij programma-adviseur bij Canvas.
Daarnaast schreef hij een aantal historische werken. Hij werkte onder meer aan publicaties voor het grote publiek, uitgegeven door de uitgeverij Waanders in Zwolle, zoals Waar is de tijd in Leuven en De 25 dagen van Vlaanderen. Hij trad ook op als begeleider bij cultuurreizen.

## Publicaties
- Beurzen en colleges te Leuven in de 15de en 16de eeuw, in: Spiegel Historiael vol. 13, 1978.
- Scholarship grants and colleges, established at the University of Louvain, up to 1530, in: The Universities in the Late Middle Ages, 1978.
- De criteria van de armoede aan de middeleeuwse universiteit te Leuven, in: Revue belge de Philologie et d'Histoire vol. 58, 1980.
- 150 jaar Belgen, Mercatorfonds, 1980.
- Maria van Boergondië, een begeerde bruid, Stichting Mercator-Plantijn, 1982.
- De strijd om de Leuvense pedagogieën (1426-1560). Eigendomsrecht en macht in de faculteit van de artes, in: Brabantse Folklore vol. 243, 1984.
- The relationship between the university and city of Louvain in the fifteenth century, in: History of Universities vol. 9, 1990.
- Een Bond voor alle gezinnen. Geschiedenis van de gezinsbeweging in Vlaanderen, Brussel: Bond van grote en van jonge gezinnen vzw, 1996, ISBN 90803097 1 0.
- Sterven is een kunst, Leuven, 1996.
- De wolf van Sint Pieter, historisch stripverhaal, 1998.
- Davidsfonds 1875-2000, Leuven: Davidsfonds, 2000.
- Fortificaties in de late Middeleeuwen, in: Burchten en forten en andere versterkingen in Vlaanderen, 2002.
- Versterkingen en wallen in Leuven, in: Burchten en forten en andere versterkingen in Vlaanderen, 2002.
- In de sporen van 1302: Kortrijk, Rijsel, Dowaai, Davidsfonds, 2002 (samen met Leo Camerlynck).
- Overleven in revolutietijd: een ooggetuige over het Franse bewind 1792-1815, Davidsfonds, 2003.
  - Vlaanderen ontmoet Nederland. Geschiedenis van de Orde van den Prince, Tielt: Lannoo, 2005 (samen met Kristin Van Der Wee).
- Marx in Brussel, Leuven, Davidsfonds, 2005 (nieuwe uitgave: Antwerpen: Davidsfonds, 2023).
- De Bourgondische vorsten (1315-1530), Leuven: Davidsfonds, 2009 (nieuwe uitgave: Antwerpen: Davidsfonds, 2022).
- De graven van Vlaanderen (861-1384), Leuven: Davidsfonds, 2012 (nieuwe uitgave: Antwerpen: Davidsfonds, 2022).
- Oranje tegen Spanje (1500-1648), Brussel: Standaard Uitgeverij, 2015 (nieuwe uitgave: Antwerpen: Davidsfonds, 2022).
- Leuven in vogelvlucht. Wandelgids, Leuven: Lions Leuven Erasmus vzw, 2016.
- Het strijdtoneel van Europa, 1648-1815. De Zuidelijke Nederlanden onder Spaans, Oostenrijks en Frans bewind, Leuven: Davidsfonds, 2019 (nieuwe uitgave als Ondergang. De val van Habsburg in de Nederlanden (1648-1815), Leuven: Davidsfonds, 2022).
- Leuven en zijn colleges. Trefpunt van intellectueel leven in de Nederlanden (1425-1797), Gorredijk: Sterck & De Vreese, 2021.
- Historische canon van Leuven, Leuven: Lions Leuven Erasmus vzw, 2022 (samen met Jenny Geysen en Francis Méan).
- Moed en tegenspoed. Edelvrouwen in de Bourgondische tijd, Gorredijk: Sterck & De Vreese, 2022.
- De hertogen van Brabant 640-1430, Gorredijk: Sterck & De Vreese, 2024.